# SV Saestum
Le Sport Vereniging Saestum est un club de football féminin des Pays-Bas basé à Zeist. Le club évolue en Topklasse (2e niveau).
C'est le club néerlandais le plus titré.

## Palmarès
- Championnat des Pays-Bas (9)
  - Champion : 1996, 1997, 1998, 1999, 2000, 2002, 2005, 2006 et 2008

- Coupe des Pays-Bas (4)
  - Vainqueur : 1997, 1998, 2004 et 2009
  - Finaliste : 2000, 2001, 2002 et 2003

- Supercoupe des Pays-Bas (2)
  - Vainqueur : 2005, 2006
  - Finaliste : 2004

- Doublé Championnat des Pays-Bas-Coupe des Pays-Bas (2) : 1997 et 1998
- Doublé Championnat des Pays-Bas-Supercoupe des Pays-Bas (2) : 2005 et 2006

- Coupe féminine de l'UEFA
  - Meilleure performance : Quart de finaliste en 2006-2007